# Wissembourg
Wissembourg (nemško Weißenburg) je naselje in občina v severovzhodni francoski regiji Alzaciji, podprefektura departmaja Bas-Rhin. Leta 1999 je naselje imelo 8.173 prebivalcev.

## Geografija
Kraj leži v severovzhodni Franciji ob reki Lauter v bližini meje z Nemčijo, približno 60 km severno od Strasbourga in 35 km zahodno od Karlsruha.

## Administracija
Wissembourg je sedež istoimenskega kantona, v katerega so poleg njegove vključene še občine Climbach, Cleebourg, Lembach, Niedersteinbach, Oberhoffen-lès-Wissembourg, Obersteinbach, Riedseltz, Rott, Schleithal, Seebach, Steinseltz in Wingen s 17.256 prebivalci.
Naselje je prav tako sedež okrožja, v katerem se nahajajo kantoni Lauterbourg, Seltz, Soultz-sous-Forêts, Wissembourg in Wœrth s 64.374 prebivalci.

## Zgodovina
Benediktinska opatija, okoli katere se je razvilo mesto, je bila ustanovljena v 7. stoletju, podprta z velikim ozemljem. Mesto je bilo utrjeno v 13. stoletju. Opatijska cerkev sv. Petra in Pavla, zgrajena v istem stoletju, je bila v času francoske revolucije podržavljena in oropana; leta 1803 je postala župnijska cerkev, največja v pokrajini, po velikosti jo je prekašala le katedrala v Strasbourgu.
Wissembourg je svetorimski cesar Karel IV. leta 1354 skupaj z nekaterimi drugimi kraji v Alzaciji povezal v skupino imenovano Dekapolis (deseteromestje), ki je trajala vse do priključitve njenega ozemlja k Franciji pod Ludvikom XIV. v letu 1679, dokončno ukinjena pa med francosko revolucijo.
Bitka pri Wissembourgu 4. avgusta 1870 je bil prvi spopad v francosko-pruski vojni, v katerem je pruski general grof Leonhard von Blumenthal porazil francosko vojsko, s čimer je pruska vojska vkorakala na ozemlje Francije.
- Wissembourg